# Ľutov
Ľutov é um município da Eslováquia, situado no distrito de Bánovce nad Bebravou, na região de Trenčín. Tem 8,58 km² de área e sua população em 2018 foi estimada em 170 habitantes. Foi citado pela primeira vez em documento oficial no ano de 1389.

## Demografia
| Ano:        | 1994 | 2004   | 2014    | 2024    |
| ----------- | ---- | ------ | ------- | ------- |
| Broj ljudi: | 138  | 135    | 159     | 176     |
| Razlika:    |      | -2,17% | +17,77% | +10,69% |

| Ano:               | 2023 | 2024   |
| ------------------ | ---- | ------ |
| Número de pessoas: | 177  | 176    |
| Diferença:         |      | -0,56% |